# Emmanuel Etepé Kakoko
Emmanuel Etepé Kakoko   (Kinshasa, 22 de novembre de 1950) és un exfutbolista de la República Democràtica del Congo de la dècada de 1970.
Jugava de davanter i disputà amb la selecció del Zaire la Copa del Món d'Alemanya 74. Pel que fa a clubs, jugà a l'Imana Kinshasa, i els darrers anys de la seva vida esportiva els passà a Alemanya, als clubs VfB Stuttgart (1981-1982) i 1. FC Saarbrücken. El seu fill, Yannick també és futbolista, defensant els colors, entre d'altres, del FC Bayern de Múnic.